# Helena Javornik
Helena Javornik (ur. 26 marca 1966 roku w Celje) – słoweńska lekkoatletka specjalizująca się w biegach długodystansowych. Uczestniczka letnich igrzysk olimpijskich w Atenach w 2004 roku.

## Sukcesy sportowe
Sukcesy sportowe Heleny Javornik:
| Rok  | Miejsce zawodów        | Zawody                              | Konkurencja                   | Wynik                     |
| ---- | ---------------------- | ----------------------------------- | ----------------------------- | ------------------------- |
| 1993 | Langwedocja-Roussillon | Igrzyska Śródziemnomorskie          | maraton                       | złoty medal               |
| 1995 | Wiedeń                 | Vienna City Marathon                | maraton                       | złoty medal               |
| 1999 | Maebashi               | Halowe Mistrzostwa Świata           | bieg na 3000 m                | 9. miejsce                |
| 1999 | Zagrzeb                | Światowe Wojskowe Igrzyska Sportowe | bieg na 1500 m bieg na 5000 m | złoty medal brązowy medal |
| 2001 | Radis                  | Igrzyska Śródziemnomorskie          | bieg na 1500 m                | 8. miejsce                |
| 2001 | Lizbona                | Halowe Mistrzostwa Świata           | bieg na 1500 m bieg na 5000 m | 6. miejsce 4. miejsce     |
| 2002 | Wiedeń                 | Halowe Mistrzostwa Europy           | bieg na 3000 m                | 9. miejsce                |
| 2002 | Monachium              | Mistrzostwa Europy                  | bieg na 5000 m                | 14. miejsce               |
| 2004 | Ateny                  | Letnie Igrzyska Olimpijskie         | bieg na 10000 m               | 10. miejsce               |
| 2004 | Amsterdam              | Maraton w Amsterdamie               | maraton                       | złoty medal               |